# Bullet in a Bible
Bullet in a Bible (česky Kulka v bibli) je live album americké punk rockové skupiny Green Day. Vyšlo 15. listopadu 2005 v hudebním vydavatelství Reprise Records. Režie se ujal Samuel Bayer, režisér všech videoklipů z jejich desky American Idiot. Bullet in a Bible dokládá dva největší koncerty, které Green Day za svou celou kariéru zažili, když hráli před více než 130 000 lidmi v Milton Keynes National Bowl ve Velké Británii 18. a 19. června 2005 během jejich světového turné American Idiot. Čtrnáct písní z dvaceti, které se objevili na těchto koncertech jsou zahrnuty na disku.
Bullet in a Bible v hitparádách v Anglii skončilo na 6. místě a začalo na 8. místě ve Spojených státech.
Bullet in a Bible bylo poprvé vydáno na vinylové desce 10. listopadu 2009, poté, co bylo vydáno na vinylu i album American Idiot. Jméno alba bylo inspirováno Biblí v které je díra od kulky v Imperial War Museum v Londýně.

## Tracklist
Všechny písně v albu napsal Billie Joe Armstrong a hudbu složili Green Day, pokud není uvedeno jinak.
| Číslo skladby | Název | Délka |
| ------------- | --- | ----- |
| 1             | American Idiot | 4:32  |
| 2             | Jesus of Suburbia I. "Jesus of Suburbia" II. "City of the Damned" III. "I Don't Care" IV. "Dearly Beloved" V. "Tales of Another Broken Home | 9:23  |
| 3             | Holiday | 4:12  |
| 4             | Are We the Waiting | 2:49  |
| 5             | St. Jimmy | 2:55  |
| 6             | Longview | 4:44  |
| 7             | Hitchin' a Ride | 4:03  |
| 8             | Brain Stew | 3:02  |
| 9             | Basket Case | 2:58  |
| 10            | King for a Day/ Shout (Originál písně "Shout" nazpívala skupina The Isley Brothers)                                                         | 8:47  |
| 11            | Wake Me Up When September Ends | 5:03  |
| 12            | Minority | 4:19  |
| 13            | Boulevard of Broken Dreams | 4:44  |
| 14            | Good Riddance (Time of Your Life) | 3:26  |

## Ocenění
| Země            | Ocenění            | Počet prodaných desek |
| --------------- | ------------------ | --------------------- |
| Austrálie       | Platinová deska    | 70 000                |
| Německo (Album) | Zlatá deska        | 100 000               |
| Německo (DVD)   | 3x Platinová deska | 150 000               |
| Mexiko          | Zlatá deska        | 50 000                |

## Sestava

### Kapela
- Billie Joe Armstrong – hlavní zpěv, hlavní kytara, rytmická kytara, harmonika
- Mike Dirnt – basová kytara, doprovodný zpěv
- Tré Cool – bicí, perkuse

### Doprovodná kapela
- Jason White – hlavní kytara, rytmická kytara, doprovodný zpěv
- Jason Freese – klávesy, klavír, akustická kytara, trombón, saxofon, harmonika, doprovodný zpěv
- Ronnie Blake – trumpeta, tympány, perkuse, doprovodný zpěv
- Mike Pelino – rytmická kytara, doprovodný zpěv

## Umístění v hitparádách
Album Bullet in a Bible se nejlépe umístilo v Billboard 200 na osmém místě a v hitparádě strávilo čtrnáct týdnů. Ve Velké Británii se album umístilo v Top 75 Nejlepších a na šestém místě zůstalo pět týdnů.